# کارلوس رامیرس (دوچرخه‌سوار)
کارلوس رامیرس (اسپانیایی: Carlos Ramírez‎؛ زادهٔ ۱۲ مارس ۱۹۹۴) دوچرخه‌سوار اهل کلمبیا است.
وی در مسابقات کشوری و بین‌المللی در مجموع برندهٔ ۱ مدال برنز شده‌است.